# Castello di Hedingham
Il castello di Hedingham (in lingua inglese Hedingham Castle) è un castello normanno, di origine medioevale del tipo Motte e bailey con un dongione in pietra. Per quattro secoli fu residenza principale della famiglia De Vere, Conti di Oxford.
Il castello è tra i più importanti edifici normanni del Regno Unito e dell'Europa settentrionale ed è classificato monumento antico (Ancient Monument. RCHM 3. Listing NGR: TL7870635868).

## Descrizione
Il maniero di Hedingham fu assegnato a Aubrey de Vere I dal re Guglielmo il Conquistatore nel 1086. Il castello fu costruito dal de Vere, tra la fine dell'XI e l'inizio del XII secolo, mentre il mastio (o dongione) fu costruito tra il 1130 ed il 1140. Il castello fu costruito nella valle del fiume Colne, nella zona dove oggi si trova il villaggio di Castle Hedingham.
Il mastio (o dongione), che è in un ottimo stato di conservazione ed è aperto al pubblico, e, secondo Hedingham Castle:Early C12 castle keep, è quasi quadrato: i lati est e ovest sono di 53 piedi (poco meno di 16 metri), i lati lunghi, nord e sud sono circa 58 piedi (poco più di 17 metri e mezzo); l'altezza è di oltre 70 piedi (quasi 21 metri e mezzo); le due torrette quadrangolari si sopraelevano di 15 piedi (circa 4 metri e mezzo) mentre i parapetti si sopraelevano di 25 piedi (oltre 7 metri e mezzo) e, data la sua posizione elevata, può controllare tutta la campagna intorno al castello. Lo spessore delle pareti, alla base, è di circa 11 piedi (poco meno i 3 metri e mezzo) e di circa 10 piedi (circa 3 metri), alla sommità; le pareti sono costruite con blocchi di selce legati tra loro con malta, ma, molto insolita per un castello nell'Essex, furono usati pietre squadrate trasportate da una cava, vicino a Barnack, Northamptonshire. 

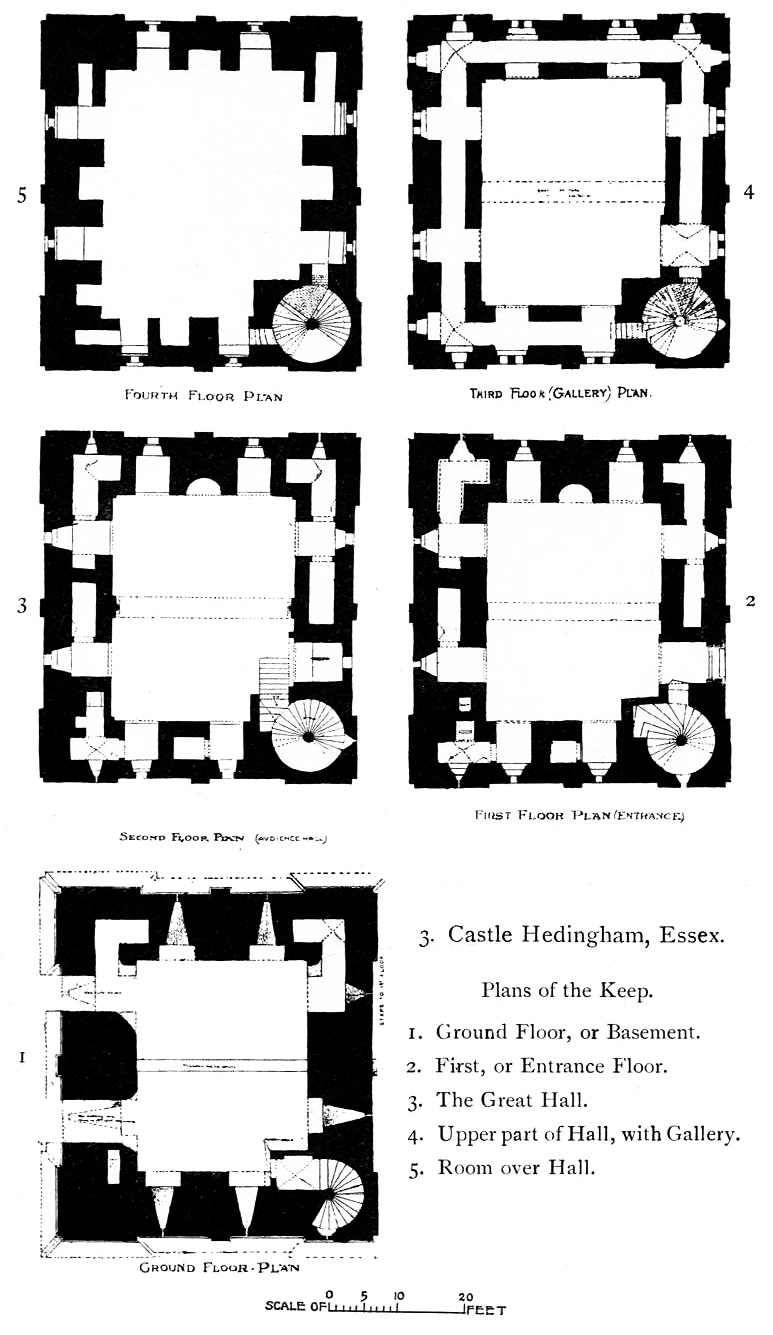
Pianta dei piani del mastio da La crescita della Casa inglese di John Alfred Gotch, 1909

Il mastio, che era situato al centro della corte interna del castello ha quattro piani, con pavimenti di legno, sostenuti da un arco al centro del lato lungo, e tetto in piombo, è costituito da un seminterrato o piano terra usato come magazzino, da un primo piano o piano d'ingresso in cui, sul lato nord, vi era il portale d'ingresso nell'edificio, mentre nell'angolo di nord-ovest vi era la scala a chiocciola, che portava al seminterrato e ai piani superiori; al di sopra vi era il secondo piano, detto grande sala o sala dei banchetti che si estende su due piani con un arco centrale e un camino; nella parte superiore della grande sala (terzo piano) è ricavata una galleria perimetrale, in cui sono ricavate camere di piccole dimensioni, con volta a botte e piccole finestre binate; il quarto piano è detto camera sopra la sala era riservato alle camere da letto del proprietario del castello e da altre camere più piccole; infine le due torrette (forse in origine erano quattro, su tutti gli angoli, come in altri castelli Normanni), poste negli angoli di nord-ovest e di sud-est.

## Storia
Il Castello di Hedingham occupa il sito di un precedente castello e si ritiene che sia stato progettato presumibilmente dall'arcivescovo di Canterbury, William de Corbeil e costruito, tra la fine dell'XI e l'inizio del XII secolo, da un barone normanno, giunto in Inghilterra al seguito di Guglielmo il Conquistatore: Aubrey de Vere I, che, secondo il Domesday Book aveva ricevuto il maniero di Hedingham dal 1086, e risultava essere proprietario di molti feudi nell'Essex (Domesday Translation, Essex, XXXV, pp. 1027-8, non consultato); Aubrey de Vere I era signore di Ver in Normandia ed al seguito di Guglielmo il Conquistatore, di cui era parente, era arrivato in Inghilterra dove aveva ottenuto quattordici signorie e a Hedingham, che era la signoria più grande, edificò il castello.
Il suo successore, Aubrey de Vere II, che fu il primo Gran Ciambellano d'Inghilterra, al tempo di Enrico I Beauclerc, costruì il mastio (o dongione).
Aubrey de Vere III fu il primo conte di Oxford, creato dall'imperatrice Matilda tra il 1041 ed il 1042, titolo che poi la famiglia tenne per molte generazioni sino al 1702, quando si estinse col ventesimo conte di Oxford.
La regina d'Inghilterra, Matilde, moglie del re Stefano di Blois, morì nel castello di Hedingham, come scrive il cronista e monaco benedettino inglese, Matteo di Parigi, i, nell'anno 1151, mentre il cronista, priore dell'abbazia di Bec e sedicesimo abate di Mont-Saint-Michel, Robert di Torigny, nell'anno 1152, come il monaco e cronista inglese, Gervaso di Canterbury, nel suo The Historical Works of Gervase of Canterbury, Vol. I.
Il castello fu assediato per due volte, nel 1216 e 1217, durante la controversia tra re Giovanni, contro i baroni ribelli, e il principe francese, Luigi. In entrambi i casi gli assedi furono brevi e terminarono col successo di coloro che assediano il castello.
Il castello fu detenuto dalla famiglia de Vere, fino al 1625, anno in cui il castello passò alla famiglia Trenthams. Tra i più famosi conti sono Robert de Vere, III conte di Oxford; Robert de Vere, primo duca di Irlanda; John de Vere, XIII conte di Oxford; e Edward de Vere, XVII conte di Oxford, considerato da alcuni come l'autore delle opere comunemente attribuite a William Shakespeare.

### La storia recente
Nel 1713 il castello fu acquistato da William Ashhurst; dopo la sua morte, nel 1720, la proprietà passò a sua nipote, moglie di Lewis Majendie. La famiglia Majendie fu proprietaria del castello di Hedingham per 250 anni; l'ultima proprietaria fu la signorina Musette Majendie, che lo lasciò a suo cugino, l'onorevole Thomas Lindsay, che era discendente dei de Vere da entrambi i genitori. Suo figlio Jason Lindsay e moglie Demetra sono gli attuali proprietari che vivono a Castle Hedingham con i loro figli.

## Uso attuale
Ad eccezione della casa padronale, sia il parco che i giardini che il mastio del castello possono essere visitati, sono aperti al pubblico dalla primavera all'autunno. Visite scolastiche didattiche, con letture e spiegazioni dei vari periodi storici, si svolgono durante tutto l'anno, e, specialmente in estate, sono organizzate anche rappresentazioni, con interpreti in costume.
Il castello inoltre è sede di una serie di eventi, tra cui giostre, gare di tiro con l'arco, falconeria, rievocazioni di battaglie, fiere espositive, raduni ed esposizioni d'Auto d'epoca, concerti di musica e rappresentazioni teatrali.
Il castello di Hedingham è attualmente utilizzato anche per matrimoni e feste aziendali o private.
Il castello di Hedingham ed il suo parco vengono usati anche per riprese cinematografiche.
Infine, all'interno del castello vi è una costruzione adibita ad uso alberghiero, per un massimo di 17 persone.